# Kujundžuša
Kujundžuša (kojunđuša, kujunđuša, tvrdac, tvrdorijez, žutac i ruderuša bijela) je vodeća bijela sorta grožđa imotskog kraja.
Odlikuje ju dobra i redovita rodnost, a grožđe dozrijeva kasno, krajem rujna.
Vinogradari kujundžušu pretežito uzgajaju u vinogorju Imotski, i to većinom na istom polju s kojeg je potekla. Ta su tla s većim udjelom pijeska, što općenito pogoduje uzgoju bijelih sorti. Iako je koncentrirana većinom na spomenutom području, kujundžuša nije ugrožena autohtona sorta jer je zbog njezine velike rodnosti vinogradari i vinari rado sade. Osim na području Imotske krajine, kujundžuša se sadi i na području Dalmatinske zagore, te u Hercegovini. Ovu sortu treba pažljivo oblikovati kako bi urod bio što kvalitetniji.

## Vino
Vino koje ova sorta daje je kvalitetno, pa i vrhunsko sortno vino intenzivno žute boje i blagog mirisa, s niskim kiselinama i niskom razinom mineralnosti. Vino ima nježan i neutralan miris. Preporučuje se vino ne čuvati, nego brzo potrošiti kako bi se u potpunosti uživalo u njihovim osvježavajućim i blagim aromama.
Vino od kujundžuše može se posluživati kao osvježavajući aperitiv, a odlično prati i laganija jela od plodova mora, dobro se slaže s kamenicama, rakovima, ali i jelima poput kuhane bijele ribe. Kujundžuša se može poslužiti i uz sve vrste bijelog mesa, a uglavnom mora biti ohlađena na 10°C.